# Konzervativni judaizam
Konzervativni judaizam (poznat kao masorti judaizam izvan Severne Amerike) je jevrejski religiozni pokret koji smatra da autoritet jevrejskog zakona i tradicije proizlazi prevashodno iz saglasnosti naroda i zajednice kroz generacije, pre nego od božanskog otkrivenja. Zbog toga se židovski zakon, ili halaha, smatra obavezujućim ali i podložnim istorijskom razvoju. Konzervativni rabinat koristi moderna istorijsko-kritička istraživanja, a ne samo tradicionalne metode i izvore, i daje veliku težinu svojoj kongregaciji prilikom određivanja svog stava po pitanjima prakse. Pokret svoj pristup smatra autentičnim i najprikladnijim nastavkom halahičkog diskursa, održavajući istovremeno predanost primljenim formama i fleksibilnost u njihovoj interpretaciji. On se takođe odražava strogih teoloških definicija, bez konsenzusa po pitanjima vere i uz podršku pluralizma u znatnoj meri.
Iako pokret sebe smatra naslednikom pozitivno-istorijske škole rabina Zeharija Frankela u Evropi iz 19. veka, konzervativni judaizam se u potpunosti institucionalizovao samo u Sjedinjenim Državama tokom sredine 20. veka. Njegov najveći centar danas je Severna Amerika, gde je njegov glavni kongregativni ogranak Ujedinjena sinagoga konzervativnog judaizma, a njujorško Jevrejsko teološko semenište Amerike deluje kao najveće rabinsko semenište. Globalno povezane organizacije su ujedinjene u okviru krovne organizacije Masorti Olami. Konzervativni judaizam je treći po veličini jevrejski religiozni pokret u svetu, za koji se procenjuje da predstavlja blizu 1,1 miliona ljudi, čime je obuhvaćeno preko 600.000 registrovanih odraslih pripadnika kongregacija i mnoštvo drugih koji se identifikuju sa pokretom mada nisu članovi.

## Teologija

### Stav
Konzervativni judaizam, od svojih najranijih stadijuma biо je obeležen ambivalencijom i dvoznačnošću u svim teološkim aspektima. Rabin Zaharija Frankel, koji se smatra intelektualnim ocem pokreta, verovao je da je sam pojam teologije stran tradicionalnom judaizmu. Njegovi protivnici, kako reformski, tako i ortodoksni, često su ga optuživali za nesigurnost. Američki pokret je u velikoj meri zagovarao sličan pristup, a njegovi lideri uglavnom su izbegavali to polje. Tek 1985. otvoren je kurs o konzervativnoj teologiji u Jevrejskom teološkom semeništu Amerike (JTS). Dosad jedini značajan pokušaj da se definiše jasan kredo izvršen je 1988. godine, „Izjavom o principima Emet ve-Emunaha” (istine i vere), koju je formulisao i izdao Rukovodstveni odbor konzervativnog judaizma. U uvodu je rečeno da je „nedostatak definicije bio koristan” u prošlosti, ali da se sada javila potreba da se artikuliše. Platforma je pružila mnoge izjave u kojima se citiraju ključni pojmovi kao što su Bog, otkrivenje i izbor, ali je takođe potvrđeno da u njenim redovima postoje različite pozicije i ubeđenja, koje proizilaze iz striktnog razgraničenja principa i da se često ispoljavaju oprečni stavovi. U posebnom izdanju časopisa Konzervativni judaizam iz 1999. godine posvećenom tom pitanju, vodeći rabini Eliot N. Dorf i Gordon Tuker pojasnili su da „veliku raznolikost” u pokretu „čini stvaranje teološke vizije koju svi dele niti mogućom, ni poželjnom”.

### Bog i eshatologija
Konzervativni judaizam uglavnom podržava teistički pojam ličnog Boga. Emet ve-Emunah je izjavio da „potvrđujemo svoju veru u Boga kao Stvoritelja i Upravitelja univerzuma. Njegova moć je dozvala svet u postojanje; Njegova mudrost i dobrota vode njegovu sudbinu.” Istovremeno, platforma je takođe napomenula da je Njegova priroda „neuhvatljiva” i podložna mnogim opcijama verovanja. Naturalistička koncepcija božanstva, smatrajući ga neodvojivim od svetovnog sveta, nekada je imala važno mesto u pokretu, posebno je to gledište zastupao Mordekaj Kaplan. Nakon što se Kaplanov rekonstrukcionizam potpuno sjedinio u nezavistan pokret, ti su pogledi marginalizovani.
Slično neuverljivo stajalište izraženo je i prema drugim poukama. Većina teologa se drži besmrtnosti duše, ali dok se reference na vaskrsenje mrtvih održavaju, engleski prevodi molitava zataškavaju to pitanje. U Emetu je rečeno da smrt nije isto što i kraj nečije ličnosti. U odnosu na mesijski ideal, pokret je reformulirao većinu peticija za obnavljanje žrtvovanja u prošlo vreme, odbacujući obnovu životinjskih žrtvovanja, iako se ne protivi povratku na Sion, pa čak ni novom hramu. Platforma iz 1988. godine objavila je da „neki” veruju u klasičnu eshatologiju, ali je dogmatizam u ovom pitanju bio „filozofski neopravdan”. Pojmovi izbora Izraela i Božjeg saveza sa njim su u osnovi takođe zadržani.

### Otkrivenje
Konzervativna koncepcija otkrivenja obuhvata širok spektar. Sam Zaharijas Frankel primenio je kritičko-naučne metode da analizira faze u razvoju usmene Tore, pionir modernog proučavanja Mišne. On je blažene mudrace smatrao inovatorima koji su dodali svoj, originalni doprinos kanonu, a ne samo izlagačima i tumačima pravnog sistema koji je u celini dat Mojsiju na gori Sinaj. Ipak, on je takođe oštro odbacio korišćenje ovih disciplina na Petoknjižju, držeći da je van ljudskog dometa i da je potpuno nebeskog porekla. Frankel nikada nije razjasnio svoja uverenja, a tačna korelacija između ljudskog i božanskog u njegovoj misli je još uvek predmet naučne debate. Sličan negativan pristup višoj kritici, uz prihvatanje evolutivnog razumevanja usmenog zakona, definisali su rabini Aleksandar Kohut, Solomon Šehter i rana generaciju američkog konzervativnog judaizma. Kada je JTS fakultet počeo da prihvata biblijsku kritiku 1920-ih, prilagodili su teološki stav koji je bio u skladu sa njim: originalno, verbalno otkrivenje se dogodilo na Sinaju, ali sam tekst su sastavili kasniji autori. Ovo poslednje, koje je Dorf klasifikovao kao relativno umerenu metamorfozu starog, još uvek podržava nekoliko tradicionalističkih desničarskih konzervativnih rabina, iako je marginalizovano među višim rukovodstvom.
Mali, ali uticajni segment unutar JTS-a i pokreta pridržavao se, od 1930-ih, filozofije Mordekaja Kaplana koja je poricala bilo kakav oblik otkrivenja, ali je svo sveto pismo posmatrala kao čisto ljudski proizvod. Zajedno sa drugim rekonstrukcionističkim načelima, ono je nestalo kako su se potonji konsolidovali u zasebnu grupu. Kaplanovi stavovi i prožimanje više kritike postepeno su privukli većinu konzervativnih mislilaca ka neverbalnom razumevanju teofanije, koje je postalo dominantno 1970-ih. Ovo je bilo sinhronizovano sa širim trendom smanjenja stope Amerikanaca koji su prihvatili Bibliju kao Reč Božiju. Dorf je zagovornike ovoga kategorisao u dve škole. Jedna tvrdi da je Bog projektovao neki oblik poruke koja je inspirisala ljudske autore Petoknjižja da zabeleže ono što su primetili. Drugi je često pod jakim uticajem Franca Rozencvajga i drugih egzistencijalista, ali je takođe privukao mnoge objektiviste koji smatraju ljudski razum najvažnijim. Druga škola kaže da je Bog prepustio samo svoje prisustvo onima na koje je uticao, bez ikakve komunikacije, a iskustvo ih je navelo na duhovno stvaralaštvo. Iako se razlikuju u teorijskom nivou koji okružuje otkrivenje, i jedni i drugi praktično sve sveto pismo i religioznu tradiciju smatraju ljudskim proizvodom sa određenim božanskim nadahnućem — pružajući razumevanje koje prepoznaje biblijsku kritiku i takođe opravdava velike inovacije u religioznom ponašanju. Prva doktrina, koju su zastupali takvi lideri kao što su rabini Ben-Zion Bokser i Robert Gordis, u velikoj meri je prenela da su neki elementi unutar judaizma u potpunosti božanski, ali da bi raščlanjavanje koji su takvi bilo nepraktično, te stoga treba u osnovi podržavati primljene oblike tumačenja. Eksponenti ovog drugog gledišta, među kojima su rabini Luis Džejkobs i Nil Gilman, takođe su naglašavali susret Boga sa Jevrejima kao kolektivom i ulogu verskih autoriteta kroz generacije u određivanju šta to podrazumeva. Naglasak na prevlasti zajednice i tradicije, a ne individualne svesti, definiše čitav spektar konzervativne misli.

## Ideologija
Konzervativni oslonac bilo je usvajanje istorijsko-kritičke metode u razumevanju judaizma i određivanju njegovog budućeg kursa. Prihvatajući evolucioni pristup religiji, kao nečemu što se razvijalo tokom vremena i apsorbovalo značajne spoljne uticaje, pokret je pravio razliku između prvobitnog značenja implicitnog u tradicionalnim izvorima i načina na koji su ih shvatale uzastopne generacije, odbacujući veru u neprekinuti lanac tumačenja, iz prvobitnog Božijeg Otkrovenja, imun na bilo kakve velike vanjske efekte. Ova evoluciona percepcija religije, iako relativno umerena u poređenju sa radikalnijim modernizatorima – na primer, učenost pozitivno-istorijske škole, nastojala je da demonstrira kontinuitet i kohezivnost judaizma tokom godina – i dalje je izazivala konzervativne vođe.
Oni su smatrali tradiciju i poprimali običaje sa poštovanjem, posebno kontinuirano podvrgavanje mehanizmima verskog zakona (Halaha), protiveći se neselektivnim modifikacijama, i naglašavali da ih treba menjati samo sa pažnjom i oprezom, te da ih ljudi trebaju poštovati. Rabin Luis Ginzberg je, sumirajući stav svog pokreta, napisao:
Sada možemo razumeti očiglednu kontradikciju između teorije i prakse... Neko može shvatiti poreklo Sabata kao što bi to učinio profesor na univerzitetu, ali posmatrati i najmanji detalj koji je poznat strogom pravoslavlju... Svetost Sabata ne počiva na činjenici da je proglašena na Sinaju, već na činjenici da je hiljadama godina nalazila svoj izraz u jevrejskim dušama. Zadatak istoričara je da ispita početke i razvoj običaja i obreda; praktični judaizam, s druge strane, ne brine o poreklu, već o institucijama kakve su postale.
Ovaj raskorak između naučne kritike i insistiranja na nasleđu morao je biti nadoknađen ubeđenjem koje bi sprečilo bilo odstupanje od prihvaćenih normi ili opuštenost i apatiju.
Ključna doktrina koja je trebalo da ispuni ovu sposobnost bila je kolektivna volja jevrejskog naroda. Konzervativci su dali veliku težinu u određivanju verske prakse, kako u istorijskom presedanu, tako i kao sredstvo za oblikovanje sadašnjeg ponašanja. Zaharijas Frankel je bio pionir ovog pristupa; kako je prokomentarisao Majkl A. Majer, „izvanredan status koji je pripisao ukorenjenim verovanjima i praksi zajednice je verovatno najoriginalniji element njegove misli“. Pretvorio ga je u izvor legitimiteta za promenu i za očuvanje, ali uglavnom ovo potonje. Osnovna umerenost i tradicionalizam većine među ljudima trebalo je da garantuju osećaj kontinuiteta i jedinstva, obuzdavajući vodeće rabine i naučnike koji su u njegovom dobu bili skloni reformisanju, ali i dopuštajući manevrisanje u usvajanju ili odbacivanju određenih elemenata. Solomon Šehter je zastupao sličan stav. Pretvorio je stari rabinski koncept Klal Izraela, koji je preveo kao „katolički Izrael“, u sveobuhvatan pogled na svet. Za njega su detalji božanskog otkrovenja bili od sekundarnog značaja, jer su istorijske promene diktirale njegovo tumačenje kroz vekove uprkos tome: „Središte autoriteta je zapravo uklonjeno iz Biblije“, pretpostavio je, „i stavljeno u neko živo telo... u dodiru sa idealnim težnjama i religioznim potrebama tog doba, najbolje u stanju da odredi... Ovo živo telo, međutim, nije predstavljeno... sveštenstvom, ili rabinstvom, već kolektivnom savešću katoličkog Izraela."

## Literatura
- Conservative Judaism: An American Religious Movement. Marshall Sklare. University Press of America (Reprint edition), 1985.
- Conservative Judaism: Our Ancestors To Our Descendants (Revised Edition), Elliot N. Dorff, United Synagogue New York, 1996
- The Conservative Movement in Judaism: Dilemmas and Opportunities, Daniel J. Elazar, Real Mintz Geffen, SUNY Press, 2000
- Conservative Judaism: The New Century, Neil Gillman, Behrman House 1993
- Halakha For Our Time: A Conservative Approach To Jewish Law, David Golinkin, United Synagogue, 1991
- A Guide to Jewish Religious Practice, Isaac Klein, JTS Press, New York, 1992
- Conservative Judaism in America: A Biographical Dictionary and Sourcebook, Pamela S. Nadell, Greenwood Press, NY 1988
- Etz Hayim: A Torah Commentary, Ed. David Lieber, Jules Harlow, Chaim Potok and Harold Kushner, The Jewish Publication Society, NY, 2001
- Jews in the Center: Conservative Synagogues and Their Members. Jack Wertheimer (Editor). Rutgers University Press, 2000.
- Eight Up: The College Years, Survey of Conservative Jewish youth from middle school to college. Ariela Keysar and Barry Kosmin
- Adler, Morris; Agus, Jacob; and Friedman, Theodore. "Responsum on the Sabbath" in Proceedings of the Rabbinical Assembly 14 (1950)
- Bokser, Ben Zion. "The Sabbath Halachah – Travel and Use of Electricity" in Proceedings of the Rabbinical Assembly 14 (1950)
- Dorff, Elliot N. To Do the Right and the Good: A Jewish Approach to Modern Social Ethics, 2002
- Feldman, David. Marital Relations, Birth Control and Abortion in Jewish Law, 1968
- Gold, Michael. And Hannah Wept: Infertility, Adoption, and the Jewish Couple JPS, 1988
- Gordis, Robert. The Dynamics of Judaism: A Study in Jewish Law, 1990
- Harlow, Jules, ed. The Rabbi's Manual, New York (1965)
- Novak, David. Halakhah in a Theological Dimension, 1985
- Roth, Joel. the Halakhic Process: A Systemic Analysis, NY:JTSA, 1986
- Waxman, Meyer. Handbook on Judaism, 1947
- Waxman, Mordechai, ed. Tradition and Change New York: Burning Bush Press, 1958
- Rabbinical Assembly website, section on Contemporary Halakha, teshuvot published online.
- Responsa 1991-2000 by the Committee on Jewish Law and Standards of the Rabbinical Assembly.
- "Responsa in a Moment: Halakhic Responses to Contemporary Issues", Rabbi David Golinkin, The Institute of Applied Halakhah at the Schechter Institute of Jewish Studies, Jerusalem, Israel, 2000
- "Life & Death Responsibilities in Jewish Biomedical Ethics", Ed. Rabbi Aaron L. Mackler, Jewish Theological Seminary of America, 2000
- "Proceedings of the Committee on Jewish Law and Standards of the Conservative Movement 1980 - 1985", The Rabbinical Assembly, 1998
- "Proceedings of the Committee on Jewish Law and Standards of the Conservative Movement 1986 - 1990"  The Rabbinical Assembly, 2001.
- "The Ordination of Women as Rabbis: Studies and Responsa", Simon Greenberg, JTS, 1988.
- "Proceedings of the Committee on Jewish Law and Standards of the Conservative Movement 1927-1970", 3 Volume set, Ed. David Golinkin, The Rabbinical Assembly, 1997.
- "Responsa and Halakhic Studies", Isaac Klein, Ktav, 1975
- "The Responsa of Professor Louis Ginzberg" Ed. David Golinkin, The Jewish Theological Seminary of America, 1996
- "Responsa of the Va'ad Halakhah of the Rabbinical Assembly of Israel", David Golinkin, The Schechter Institute of Jewish Studies.

## Spoljašnje veze
- Contemporary Halakha: Rabbinical Assembly